# NGC 6586
NGC 6586 este o galaxie situată în constelația Hercule. A fost descoperită în 27 iulie 1864 de către Albert Marth. Se află la o distanță de 37,5 de megaparseci de Pământ.